# 新潟県道241号川谷十町歩線
新潟県道241号川谷十町歩線（にいがたけんどう241ごう かわだにじっちょうぶせん）は、新潟県上越市内を通る一般県道である。

## 概要

### 路線データ
- 起点：新潟県上越市吉川区川谷字下川谷（新潟県道78号大潟高柳線交点）
- 終点：新潟県上越市吉川区山口（新潟県道61号柿崎牧線交点）

## 地理

### 通過する自治体
- 新潟県上越市

### 接続する道路
- 新潟県道78号大潟高柳線（起点：上越市吉川区川谷字下川谷、「川谷簡易郵便局」西）
- 新潟県道376号名木山浦川原線（上越市吉川区名木山字壱板田）
- 新潟県道61号柿崎牧線（終点：上越市吉川区山口）

### 周辺
- 源郵便局
- 国田郵便局
- 川谷簡易郵便局

## その他
- 路線名の「十町歩」は、終点付近の地名（新潟県上越市吉川区十町歩）に由来する。